# هایک گیولیکنخیان
هایک گابریلی گیولیکنخیان (ارمنی: Հայկ Գաբրիելի Գյուլիքևխյան؛ ۷ ژانویهٔ ۱۸۸۶ - ۲۹ سپتامبر ۱۹۵۱) فیلسوف، نویسنده و منتقد ادبی اهل ارمنستان بود.

## زندگی‌نامه
وی در ۷ ژانویهٔ ۱۸۸۶ در شوشی به دنیا آمد و از دانشگاه هایدلبرگ فارغ‌التحصیل شد.  عضو حزب کمونیست اتحاد شوروی بود. در سال‌های پایانی عمر در دانشگاه دولتی زبان‌ها و علوم اجتماعی بروسوف ایروان فعالیت می‌کرد. وی در ۲۹ سپتامبر ۱۹۵۱ در سن ۶۵ سالگی در ایروان درگذشت.